# Чхеидзе, Ираклий
Ираклий Чхеидзе (род. 5 января 1999 года) - грузинский тяжелоатлет, серебряный призёр чемпионата Европы 2023 года. Двукратный чемпион мира среди юниоров 2018 и 2019 годов.

## Карьера
В 2018 и 2019 годах грузинский атлет становился победителем юниорских чемпионатов мира. Сначала в 2018 году в Ташкенте в категории до 105 кг, а через год на Фиджи в категории до 102 кг.
На чемпионате мира 2018 года в Ашхабаде, Ираклий по сумме двух упражнений стал пятым в категории до 102 кг, сумев зафиксировать результат 376 кг.
В 2023 году, весной, на чемпионате Европы в Ереване, в категории до 102 килограммов, завоевал серебряную медаль с результатом по сумме двух упражнений 387 килограммов. В упражнении рывок стал вице-чемпионом с весом 173 кг, а в упражнении толчок был первым с весом на штанге 214 кг.
В феврале 2024 года на чемпионате Европы в Софии Ираклий завоевал малую бронзовую медаль в упражнении толчок (212 кг).

## Достижения
Чемпионат Европы
| Результат | Вес        | Год  | Место соревнований | Рывок | Толчок | Общий вес |
| Серебро   | до 102 кг. | 2023 | Ереван, Армения    | 173,0 | 214,0  | 387,0     |